# Teoria degli effetti limitati
La teoria degli effetti limitati è una teoria sociologica che nasce, negli anni quaranta, dagli studi sulle caratteristiche del contesto sociale e non parla più di persuasione, ma di "influenze" del messaggio. Studiando le campagne elettorali americane e l'utilizzo dei media allo scopo di promuovere i candidati, sono rilevabili tre tipi di effetti sugli elettori:
1. di attivazione degli indecisi;
2. di rafforzamento degli elettori già convinti su chi votare;
3. di conversione del voto, ovvero di cambiamento della preferenza verso altri candidati, mediante una ridefinizione del problema.

Di questi, l'effetto di conversione ha percentuali statisticamente trascurabili, mentre l'effetto di rafforzamento prodotto dai media è quello quantitativamente più importante, con il quale si sono potute consolidare le intenzioni di voto degli elettori già decisi.
Tuttavia, è un altro il risultato interessante che esce dalle indagini compiute sul voto degli elettori (Paul Lazarsfeld, 1944): la presenza di opinion leader (persone ben informate), in grado di influenzare il resto dell'elettorato, e quindi l'esistenza di un flusso comunicativo a due stadi (two-step flow of communication), in cui i leader d'opinione, ma anche le reciproche relazioni di tutti i componenti della collettività, mediano il rapporto tra i mass media e la gente.
La comunicazione elettorale avviene pertanto anche tramite contatti personali, fra cui quelli con la famiglia, con i colleghi di lavoro, con le associazioni di appartenenza e con i gruppi sociali e religiosi, secondo un modello piramidale di questo tipo:
```
media
 |
 leader ed altri contatti
 |
  audience
```

Quindi, per la teoria degli effetti limitati, la comunicazione di massa è strettamente connessa alle comunicazioni non mediali interne alla struttura sociale e le audiences rispondono diversamente dalle attese degli emittenti.